# Mucientes
Mucientes è un comune spagnolo di 598 abitanti situato nella comunità autonoma di Castiglia e León.